# Allan Ottey
Allan Thimmoy Ottey (sinh ngày 18 tháng 12 năm 1992) là một cầu thủ bóng đá người Jamaica thi đấu cho Waterhouse F.C., ở vị trí tiền đạo.

## Sự nghiệp

### Câu lạc bộ

#### Montego Bay United
Ottey từng chơi bóng cho Montego Bay United.

#### Faulkland FC
```
Năm 2017, Ottey chuyển đến Faulkland FC tại Western Super League.
[
3
]
```

#### Waterhouse FC
Năm 2018, Ottey chuyển đến Waterhouse F.C. gặp lại Donovan Duckie tại RSPL.

### Quốc tế
Ottey từng thi đấu cho Jamaica ở cấp độ U-20 và đội tuyển quốc gia.

## Danh hiệu
- Jamaican National Premier League: 2

2014, 2016
- Jamaican National Premier League á quân 2015
- Cúp Vàng CONCACAF:2015 (Á quân)